# William Attrill
William Attrill (Cowes, Illa de Wight, març de 1868 – Londres, 1939) va ser un jugador de futbol i de criquet anglès, que va competir a finals del segle xix i primers de xx.
El 1900 va prendre part en els Jocs Olímpics de París, on guanyà la medalla de plata en la competició de Criquet a XII com a integrant de l'equip francès. Anteriorment, el 1894 i 1895, guanyà la Lliga francesa de futbol amb l'Standard AC.